# Liopiophila varipes
Liopiophila varipes är en tvåvingeart som först beskrevs av Johann Wilhelm Meigen 1830.  Liopiophila varipes ingår i släktet Liopiophila, och familjen ostflugor. Arten är reproducerande i Sverige.